# Communauté de communes Bourbre-Tisserands
La Communauté de communes Bourbre-Tisserands est une ancienne communauté de communes française, située dans le département de l'Isère et la région Auvergne-Rhône-Alpes.

## Historique
La communauté de communes est née au 1er janvier 2014 de la fusion de la communauté de communes de la Vallée de la Bourbre et de la communauté de communes La Chaîne des Tisserands et du rattachement de la commune non-affiliée, Saint-Ondras.
Le 1er janvier 2016, la fusion des communes des Abrets et de Fitilieu avec celle de La Bâtie-Divisin au sein de la commune nouvelle des Abrets en Dauphiné augmente la superficie de l'intercommunalité.
Elle fusionne au 1er janvier 2017 avec la communauté de communes de la Vallée de l'Hien, la communauté de communes Les Vallons de la Tour et la communauté de communes Les Vallons du Guiers pour créer la communauté de communes Les Vals du Dauphiné

## Territoire communautaire

### Composition
Elle était composée des 10 communes suivantes :
| Nom                            | Code Insee | Gentilé        | Superficie (km2) | Population (dernière pop. légale) | Densité (hab./km2) |
| ------------------------------ | ---------- | -------------- | ---------------- | --------------------------------- | ------------------ |
| Les Abrets en Dauphiné (siège) | 38001      |                | 27,41            | 6 440 (2014)                      | 235                |
| La Bâtie-Montgascon            | 38029      | Batiolans      | 8,43             | 1 876 (2014)                      | 223                |
| Blandin                        | 38047      | Blandinois     | 4,26             | 137 (2014)                        | 32                 |
| Chassignieu                    | 38089      | Chassignards   | 5,17             | 215 (2014)                        | 42                 |
| Chélieu                        | 38098      | Cheliaquois    | 10,13            | 676 (2014)                        | 67                 |
| Panissage                      | 38293      | Panissageois   | 4,88             | 441 (2014)                        | 90                 |
| Saint-André-le-Gaz             | 38357      | Saint-Andréens | 8,89             | 2 751 (2014)                      | 309                |
| Saint-Ondras                   | 38434      | Ondrasiens     | 8,15             | 610 (2014)                        | 75                 |
| Valencogne                     | 38520      | Valencognards  | 7,55             | 646 (2014)                        | 86                 |
| Virieu                         | 38560      | Viriaquois     | 11,38            | 1 110 (2014)                      | 98                 |

## Sources
- Le SPLAF
- Site officiel